# 전선애
전선애(田善愛, 1904년~2000년 3월 29일)는 한국의 독립운동가 겸 교육자이다. 조만식의 제자이자 후처이다. 1937년 조만식과 결혼하였으며, 조만식이 평양 고려호텔에 감금된 뒤 1948년 8월 3남매를 데리고 월남하였다. 1991년 조만식의 유발을 국립묘지에 안장하였고, 2000년 사후 국립묘지에 안장되었다.

## 생애

### 생애 초기
개성시 호수돈여자고등학교에 입학하여 졸업하였다. 호수돈여고 졸업 후 이화여전 음악학과에 진학하여 피아노를 전공하였다.
이화여전 졸업 후 배화여학교를 졸업했다. 그 뒤 교사 시험에 합격하였다. 이후 배화여자고등학교에 부임하였다가, 함경남도 영변군 숭덕학교 등에서 근무하였고, 개성시 호수돈여자고등학교에 부임하여 교사로 교편을 잡았다.
1936년 무렵 전선애는 개성 호수돈여자고등학교의 기숙사 사감으로 재직하고 있었으며 미국 유학을 준비하고 있었다. 이때 주변의 소개로 은사인 조만식을 다시 만나게 되었다. 조만식은 1년 전 아내를 잃고 혼자 살고 있었다. 1937년 봄 조만식 선생과 결혼하였다.
개성 호수돈여고 기숙사 사감으로 있으면서 미국 유학을 준비하던 그가 미국 유학을 단념하고 조만식과 결혼하게 된 동기는 조만식의 인품이었다고 진술하였다. 그 뒤 조만식과의 사이에서 아들 연흥, 연수, 딸 선영 등을 두었다.

### 해방 이후

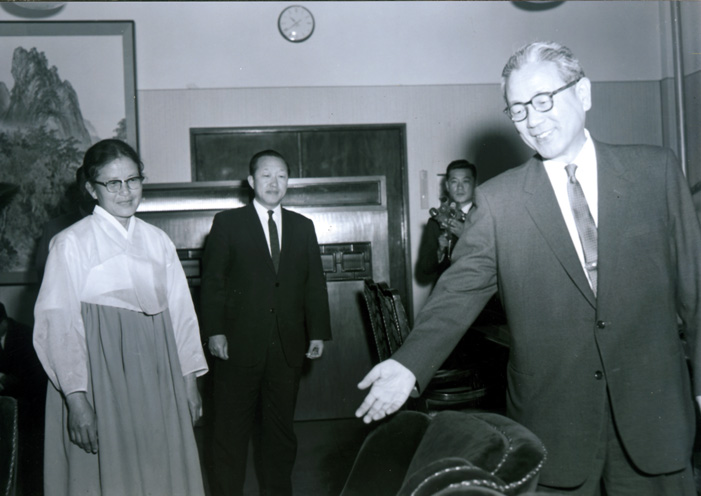
장면 부통령과 면담 중

1945년 12월 신탁통치안이 결정되자 조만식은 신탁통치를 반대하였고, 1946년 1월 소련군군정에 의해 평양 고려호텔에 감금되었다. 1948년 남한과 북한의 단독 정부 수립이 확실시되자 조만식의 밀사를 받고 평양호텔에 찾아갔다. 조만식은 자신의 최후를 예견하고 자신의 머리카락을 삭발해 두었다가 면회 시간에 자신의 머리카락과 자른 일시를 적은 쪽지를 담은 흰 편지봉투를 전선애에게 건네주었다.
조만식의 부탁으로 호텔에 놓여 있던 피아노로 찬송가를 연주하였다. 그 사이 조만식은 세 자녀를 데리고 방으로 들어가 작별인사를 나누었다. 조만식은 그에게 아이들의 장래를 위해서 월남할 것을 권고했고, 전선애는 조만식이 건네준 머리카락을 품에 간직하고 세 자녀와 함께 월남했다.
1991년 11월 5일 서울특별시 동작동 국립묘지에서 열린 고당 선생 추모-안장식 때 조만식의 시신 대신 유발이 안장되었다. 전선애는 조만식의 유발이 안장될 때 직접 참석하였다.

### 사후
2000년 3월 27일 94세로 사망하여 국립묘지 조만식의 묘소 옆에 합장되었다.

## 가계
- 남편 : 조만식(曺晩植, 1883년 ~ 1950년 10월 19일)
  - 아들 : 조연흥, 조선일보 이사 겸 제작국장 역임[1]
  - 아들 : 조연수, 고당조만식기념사업회 사무국장
  - 딸 : 조선영

## 같이 보기
- 조만식
- 주기철
- 오영선
- 조선일보
- 조연흥
- 방응모
- 윤치호
- 장면

## 참고 문헌
- 한근조, 《위대한 한국인-조만식》(1973, 태극출판사)
- 고당조만식회상록 (고당기념사업회 편, 조광출판사, 1995)
- 송삼용 《고당 조만식(하나님이 보낸 사람 민족지도자)》(생명의말씀사, 2006)
- 조영암 《고당 조만식》(민교사, 1953)
- 김교식, 한국의 인물:조만식 (계성출판사, 1984)